# کریستوال (تگزاس)
کریستوال، تگزاس(به انگلیسی: Christoval, Texas) شهری در ایالت تگزاس از ایالات جنوبی ایالات متحده آمریکا است. در سرشماری سال ۲۰۰۰، جمعیت این شهر ۴۲۲ نفر اعلام شد.

## جستارهای ویژه
- فهرست شهرهای تگزاس